# يو إف سي ليلة القتال: إدغار ضد سوانسون
يو إف سي ليلة القتال: إدغار ضد سوانسون (بالإنجليزية: UFC Fight Night: Edgar vs. Swanson)‏ هو حدث لفنون القتال المختلطة نظمته يو إف سي، أُقيم في 22 نوفمبر 2014، على مركز فرانك أروين في أوستن، تكساس، الولايات المتحدة.